# Antoni Czech
Antoni Czech pseud. Ludwik (ur. 1 października 1896 w Kidowie w powiecie olkuskim, zm. w styczniu 1944 w powiecie łańcuckim) – działacz KPP i PPR).
Syn Mikołaja. Podczas I wojny światowej przebywał w Rosji, gdzie zetknął się z ruchem komunistycznym. Po powrocie do Polski pracował w kopalni "Milowice" w Sosnowcu, gdzie w 1921 wstąpił do KPRP/KPP, na której polecenie działał w Związku Zawodowym Górników. Od 1922 członek Komitetu Dzielnicowego (KD) KPP w Milowicach, a od 1928 członek Komitetu Okręgowego (KO) KPP w Zagłębiu Dąbrowskim. Był także członkiem KD KPP w Sosnowcu. W 1930 współorganizował kampanię wyborczą do sejmu. Był kilkakrotnie aresztowany i więziony za działalność komunistyczną. W październiku 1939 wraz z kilkoma innymi zagłębiowskimi komunistami brał udział w pracach przygotowawczych zmierzających do utworzenia w Sosnowcu konspiracyjnej organizacji komunistycznej "Współpraca z ZSRR" (próby te zakończyły się fiaskiem), a pod koniec 1940 współtworzył organizację, która potem stała się zagłębiowską filią Stowarzyszenia Przyjaciół ZSRR. Członek KO Zagłębia Dąbrowskiego tego Stowarzyszenia, a od powstania PPR w 1942 sekretarz KD PPR Stary Sosnowiec i członek KO PPR w Zagłębiu Dąbrowskim. Zagrożony dekonspiracją i aresztowaniem, w czerwcu 1942 został przeniesiony na teren powiatów miechowskiego i pińczowskiego. Sekretarz PPR na okręg miechowsko-pińczowski i członek Komitetu Obwodowego PPR w Krakowie. Od połowy 1943 był sekretarzem okręgowym PPR w Rzeszowie. Zginął w niewyjaśnionych okolicznościach na początku 1944 w powiecie łańcuckim.